# Thecla gloriosa
Thecla gloriosa är en fjärilsart som beskrevs av Percy I. Lathy 1930. Thecla gloriosa ingår i släktet Thecla och familjen juvelvingar. Inga underarter finns listade i Catalogue of Life.